# Lijst van heren en vrouwen van Keerbergen
Deze lijst bevat de namen van de heren en vrouwen van de heerlijkheid Keerbergen.

## Heren en vrouwen van Keerbergen[1]
- 1. "Vir nobilis Rodulphus" en zijn echtgenote Gisla, voor en tot 1036[2]

### Prins-bisschoppen van Luik
- 2. bisschop Reginhard van Luik (door schenking), 30 november 1036 - 5 december 1037
- 3. bisschop Nithardus van Luik, - 16 augustus 1042
- 4. bisschop Waso van Luik, - 8 juni 1048
- 5. bisschop Dietwin van Luik, - 23 juni 1075
- 6. bisschop Hendrik van Luik, - 1079

### Kapittel van Sint-Laurentius
- 7. Kapittel van Sint-Laurentius te Luik (door schenking)

### HuisBerthout
- 8. Walter III Berthout, Heer en voogd van Mechelen, - 1088
- 9. Egiudius (Gillis) Berthout, - 1211 (?)

x Katharina Van Belle, Vrouwe van Oudenburg, Cameraria van Vlaanderen
- 10. Egidius II, Heer van Keerbergen en Heer van Berlaer, - 1250 (?)

Familiewapen Berthout van Berlaer.

- 11. Lodewijk I, Heer van Keerbergen en Heer van Berlaer (broer van voorgaande), - ca. 1268/1271

x Sophie van Gaver, Vrouwe van Gramene
- 12. Lodewijk II Berthout van Berlaer, Heer van Keerbergen, - ca. 1303/1309

x Aleidis, weduwe in 1309
- 13. Jan II, Heer van Helmond en Heer van Keerbergen, - 1328

x Margaretha van Heverlee
- 14. Lodewijk III, Heer van Helmond en Heer van keerbergen, - voor 11 oktober 1346
- 15. Waleram, Heer van Helmond en Heer van Keerbergen, - 1361
- 16. Jan III van Berlaer, Heer van Helmond en Heer van Keerbergen, - tussen 12 juli 1425 en 16 april 1426
- 17. Waleram van Helmond (bastaard), Heer van Keerbergen, - 12 februari 1438[3]
- 18. Catharina van Berlaer, Vrouwe van Helmond en later van Keerbergen, - 22 augustus 1447

x Jan I van Cortenbach, Heer van Cortenbach, Kierbergen en Helmond, - 1467

### Huis Cortenbach
- 19. Iwein van Cortenbach, Heer van Keerbergen, - 1491 (?)
- 20. Jan IV van Cortenbach, Heer van Keerbergen, 1523 - 1549

### Huis de Berlo
- 21. Willem de Berlo, Heer van Keerbergen, 1549 - ?

x Johanna de Merode
- 22. Jan de Berlo, graaf van Hozemont, Heer van Keerbergen, 1557
- 23. Karel de Berlo, graaf van Hozemont, Heer van Keerbergen, 1629

x Agatha de Merode
- 24. Florent de Berlo, Heer van Keerbergen, 1629
- 25. Ernest de Berlo, graaf van Hozemont, Heer van Keerbergen, 1639 - 1646

x  Anne Marie d'Oyenbrugghe de Duras, Vrouwe van Keerbergen na diens dood

### Huis Persoons
- 26. Marie de Gortter, weduwe van Cornelis Persoons, 1705
- 27. Cornelis Persoons, Heer van Keerbergen (overdracht door moeder), 1716

x Petronnilla de Gortter
- 28. Jan Cornelis Persoons, Heer van Keerbergen, 1752
- 29. Maria Anna Francisca Persoons, Vrouwe van Keerbergen, 1764

x Egidius Jozef Antoon de Jongh, Heer van Daelput
- 30. Jan Baptist Antoon de Jongh, laatste Heer van Keerbergen, 1787-1826 (begraven in Keerbergen)